# Casa Aguayo
La Casa Aguayo es un inmueble histórico ubicado en la ciudad de Puebla, en Puebla, México. Se desconoce la fecha exacta de su construcción, aunque se supone que data del siglo XVI o XVII. Es la actual sede del Palacio de Gobierno del Ejecutivo del Estado de Puebla.

## Historia
En el siglo XVII, la casa era conocida por el nombre de su propietario, el capitán y regidor Juan Martínez de Aguayo, quien llegó a la ciudad de Puebla en el siglo XVI. El inmueble, más que una residencia, fungía como un lugar para almacenamiento de granos y para estadía temporal de ganado de cerdos.
En el siglo XIX, la casa poseía un temazcal (un baño de vapor característico de las culturas mesoamericanas), por lo que en la década de los años 1830 se instauraron los "baños de Armenta", propiedad del tejedor Francisco Armenta. El resto de la casa se utilizó para hospedar a veteranos del ejército mexicano.
La casa también fue utilizada como cuartel militar, acuartelando a cientos de militares que participaron en la batalla de Puebla de 1862.
En 1987, el gobernador Mariano Piña Olaya convirtió la Casa Aguayo en las oficinas administrativas del gobierno estatal. Durante la gestión de Melquiades Morales, la casa fue remodelada y restaurada con apoyo de la Fundación Mary Street Jenkins para convertirse en sede del Gobierno del Estado.

## Arquitectura
La casa sufrió varios cambios en 1769, cuando fue dividida en cuatro casas independientes. A pesar de las modificaciones hechas en el siglo XVIII, la fachada conserva elementos del siglo XVII, tales como arcos sumamente rebajados, enmarcados con cornisas que terminan en lacerías; también muestra obras hidráulicas como la pila y los conductos de agua, tanto descubiertos como subterráneos.